# واسیلون
واسیلون (به فرانسوی: Wasselonne) (به آلمانی: Wasselnheim) شهری در ۲۰ کیلومتری غرب استراسبورگ در ناحیه آلزاس منطقه گرانداست فرانسه قرار دارد. مهم‌ترین راه دسترسی فرودگاه استراسبورگ جاده منتهی به واسیلون است.

## جاذبه‌های توریستی
- ایستگاه قدیمی واسیلون
- شهربازی پلانت اسپون
- کلیسای کاتولیک پریسبیتری
- مرکز ژیمناستیک در فضای باز آلزاس که در غرب واسیلون قرار دارد.